# Stormo

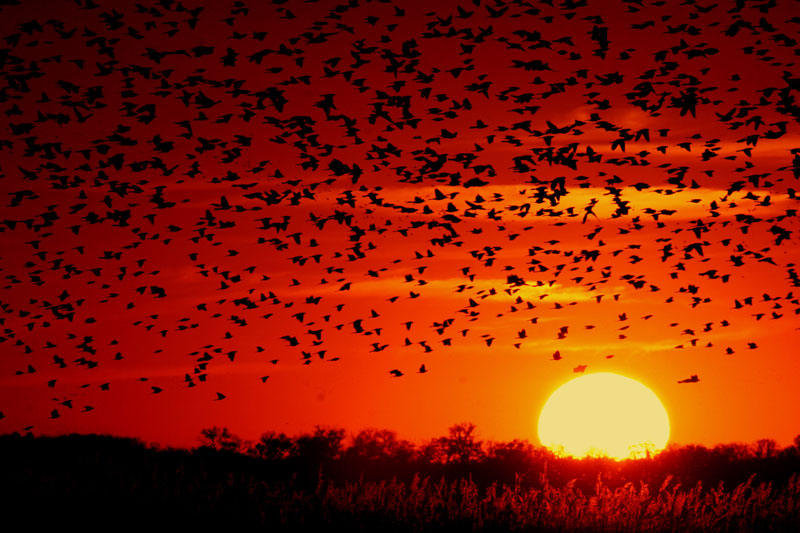
Stormo al tramonto

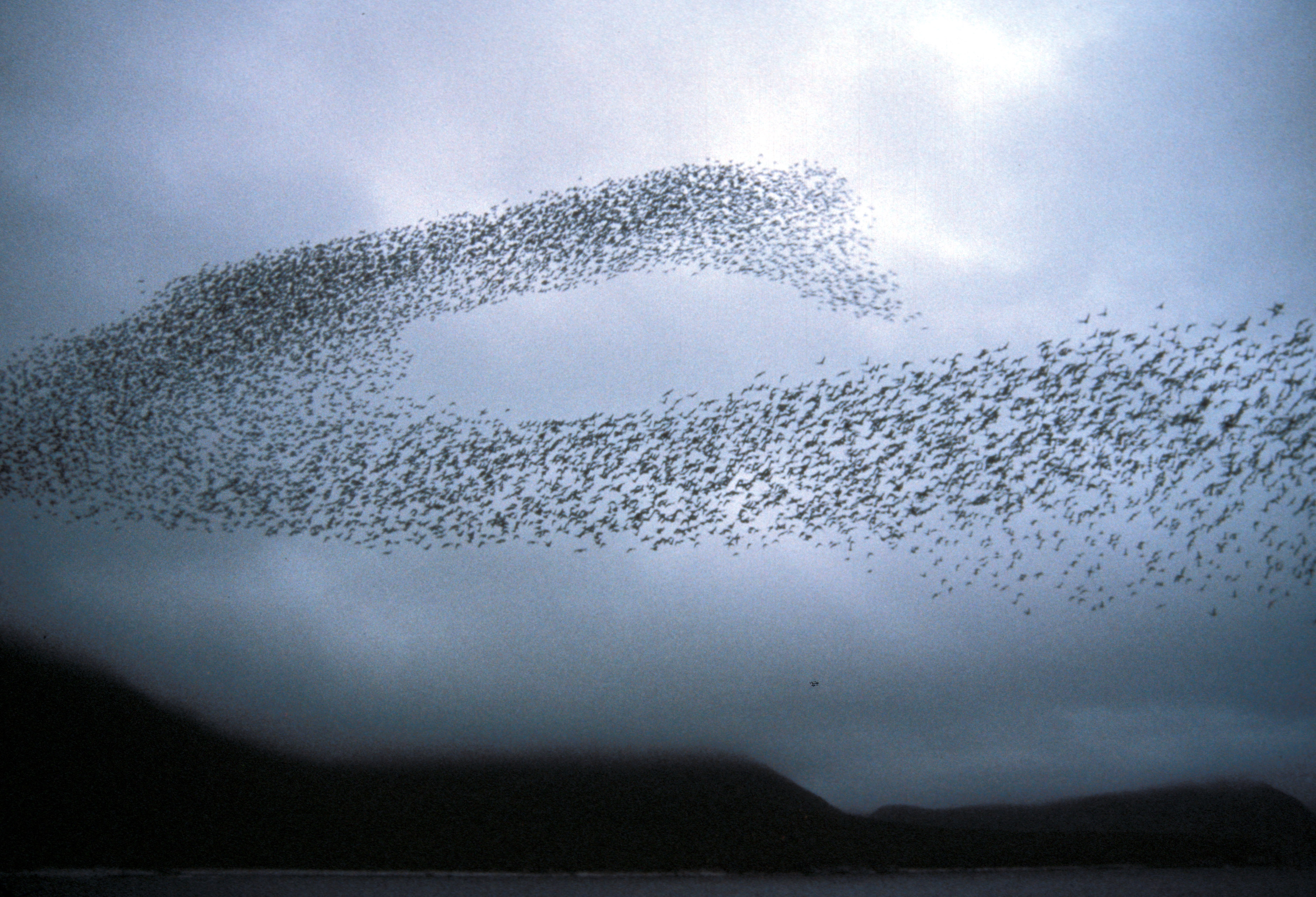
Stormo

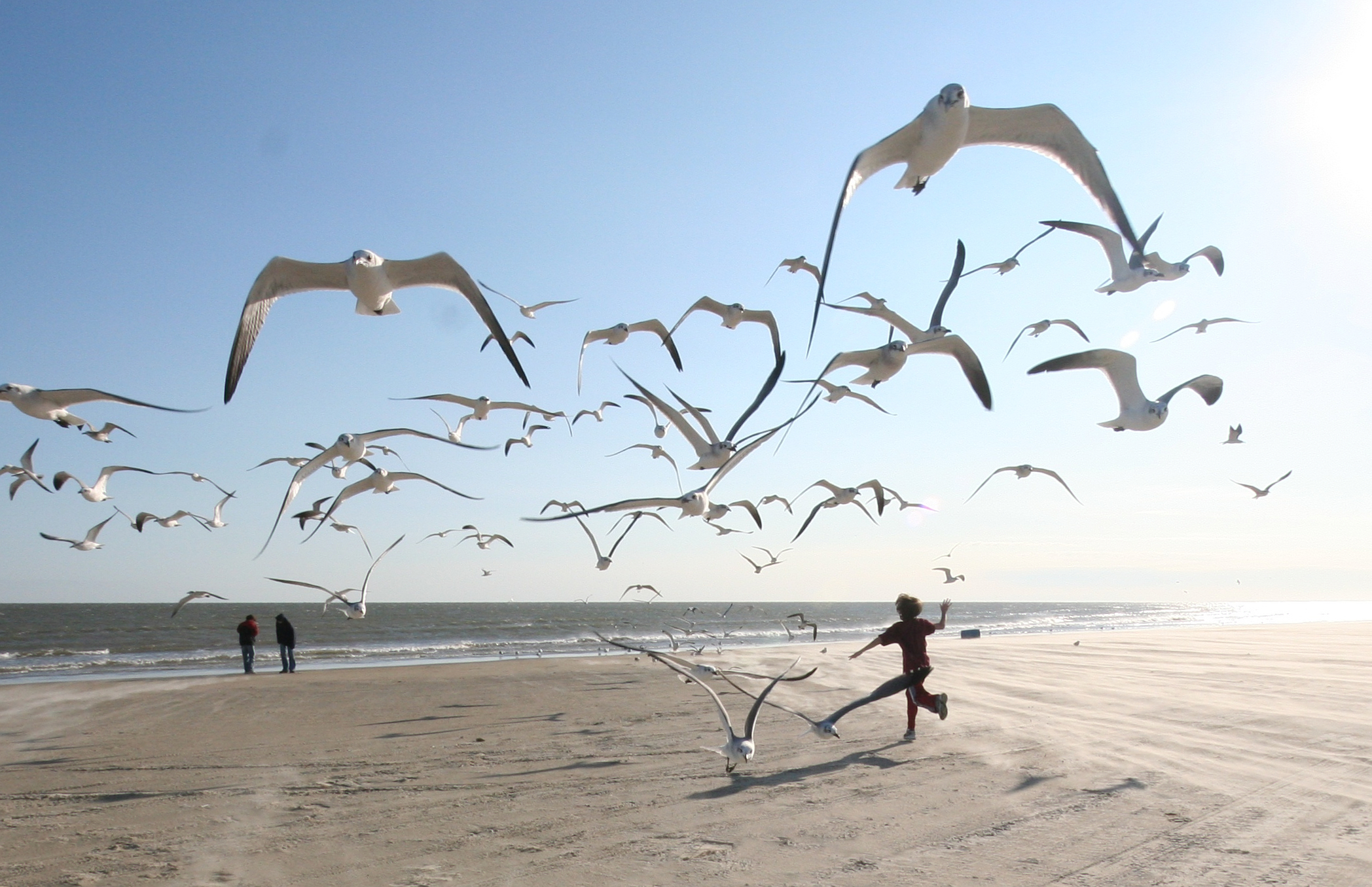
Stormo

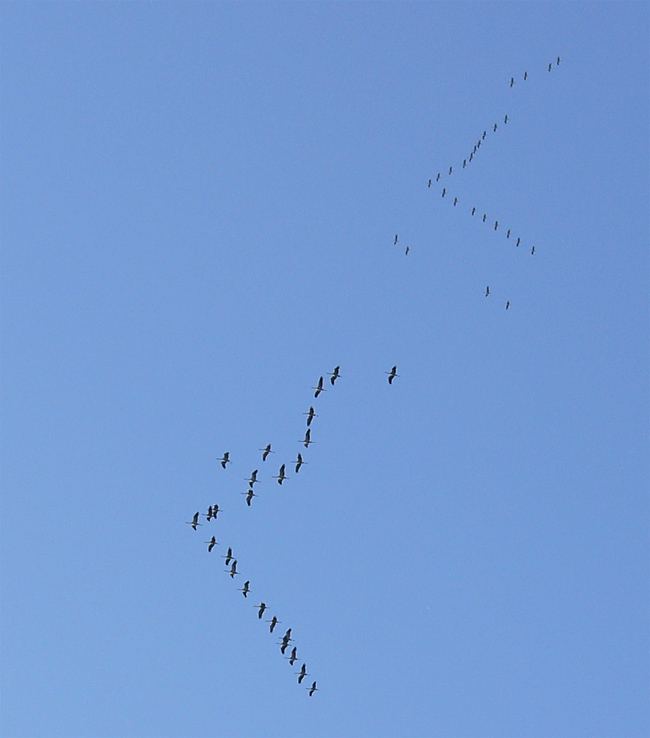
Stormo di uccelli migratori in formazione. Il capogruppo apre la via agli altri individui rendendo il volo di questi ultimi meno faticoso

Il termine stormo, equivalente a branco per i mammiferi, si riferisce ad un gruppo di uccelli che si riuniscono assieme durante il volo o mentre si nutrono. I benefici che gli uccelli traggono raggruppandosi in stormi sono numerosi. In certi casi gli stormi si formano per specifici propositi.
In ambito militare il termine stormo è comunemente utilizzato per riferirsi a gruppi di velivoli aeronautici.

## Formazione
Anche se è diffusa l'opinione che ciò che porta gli uccelli a creare movimenti organizzati in stormi sia la presenza di un "capo" all'interno del gruppo, non è così. Piuttosto ogni elemento dello stormo prende a riferimento l'uccello a lui più vicino, cercando di allinearsi alla direzione da esso assunta. È questo che determina il movimento "a gruppi".
Gli stormi si muovono con diversi tipi di formazione, caratteristiche di ogni specie : lasse, compatte, lineari.

### Vantaggi
Un uccello può trovare maggiore protezione all'interno di uno stormo. Per il predatore può risultare più difficile l'individuazione di uno specifico soggetto all'interno di un gruppo numeroso ed apparentemente disordinato, tanto da rendere difficile la predazione. La preda può meglio nascondersi all'interno del gruppo e confondere il predatore. Al contrario di quanto avviene per i mammiferi predatori (come lupi o leoni), di solito gli uccelli predatori preferiscono la vita solitaria, mentre la vita all'interno di uno stormo è preferita dalle prede che così possono assicurarsi una migliore protezione all'interno di un gruppo numeroso.
La vita all'interno di uno stormo permette al singolo individuo di nascondersi e confondersi con altri soggetti, così da rendere vana la tattica del predatore che, all'interno di un gruppo numeroso costituito da individui simili ed in movimento, non riesce più a riconoscere la preda prefissata. Il poter disorientare il predatore è uno dei benefici che si ottengono vivendo all'interno di uno stormo numeroso che si muove in maniera apparentemente caotica.
La sicurezza all'interno dello stormo è assicurata anche durante la ricerca del cibo e l'abbeveraggio. L'elevato numero di individui assicura che ci siano sempre uccelli di guardia e pronti ad avvisare il gruppo al minimo segnale di pericolo mentre gli altri individui sono dediti alla ricerca del cibo.
La difesa contro la minaccia del predatore diventa particolarmente efficace in luoghi stretti ed angusti dove la tattica dell'imboscata attuata dal predatore può diventare particolarmente pericolosa. L'appartenenza ad uno stormo assicura che ci sia un elevato numero di occhi disponibili per scoprire l'imboscata e vanificare la tecnica predatoria.

### Svantaggi
La vita all'interno dello stormo, oltre ad assicurare alcuni benefici, porta al sacrificio dell'efficienza del singolo per il bene del gruppo. L'aggregarsi in gruppi numerosi ha costi notevoli in particolare per gli individui che ricoprono ruoli subordinati nella gerarchia della comunità. La capacità di nascondersi all'interno dello stormo aumenta con l'aumentare del numero degli individui, sebbene ciò implichi una maggiore competizione per le risorse.